# Krigsbilder från Bohuslän
Krigsbilder från Bohuslän är en svensk dokumentärfilm i kortfilmsformat från 1907. Charles Magnusson producerade och fotade filmen som är en skildring av den fältmanöver som ägde rum på västkusten i september 1907. Filmen premiärvisades den 26 september samma år på biografen Kronan i Göteborg.